# Chiesa di Sant'Uberto (Venaria Reale)
La chiesa di Sant'Uberto (o cappella di Sant'Uberto) è un luogo di culto cattolico di Venaria Reale, in città metropolitana di Torino, dedicato a Sant'Uberto.
Fa parte del complesso della Reggia di Venaria Reale ed è considerata uno dei capolavori del barocco internazionale. Fu edificata fra il 1716 e il 1729, su progetto dell'architetto messinese Filippo Juvarra, che ricevette la commissione da Vittorio Amedeo II di Savoia (le parti superiori interne dei portali di accesso sono infatti contrassegnati dalla sigla VA scolpita sul marmo).

## Caratteristiche

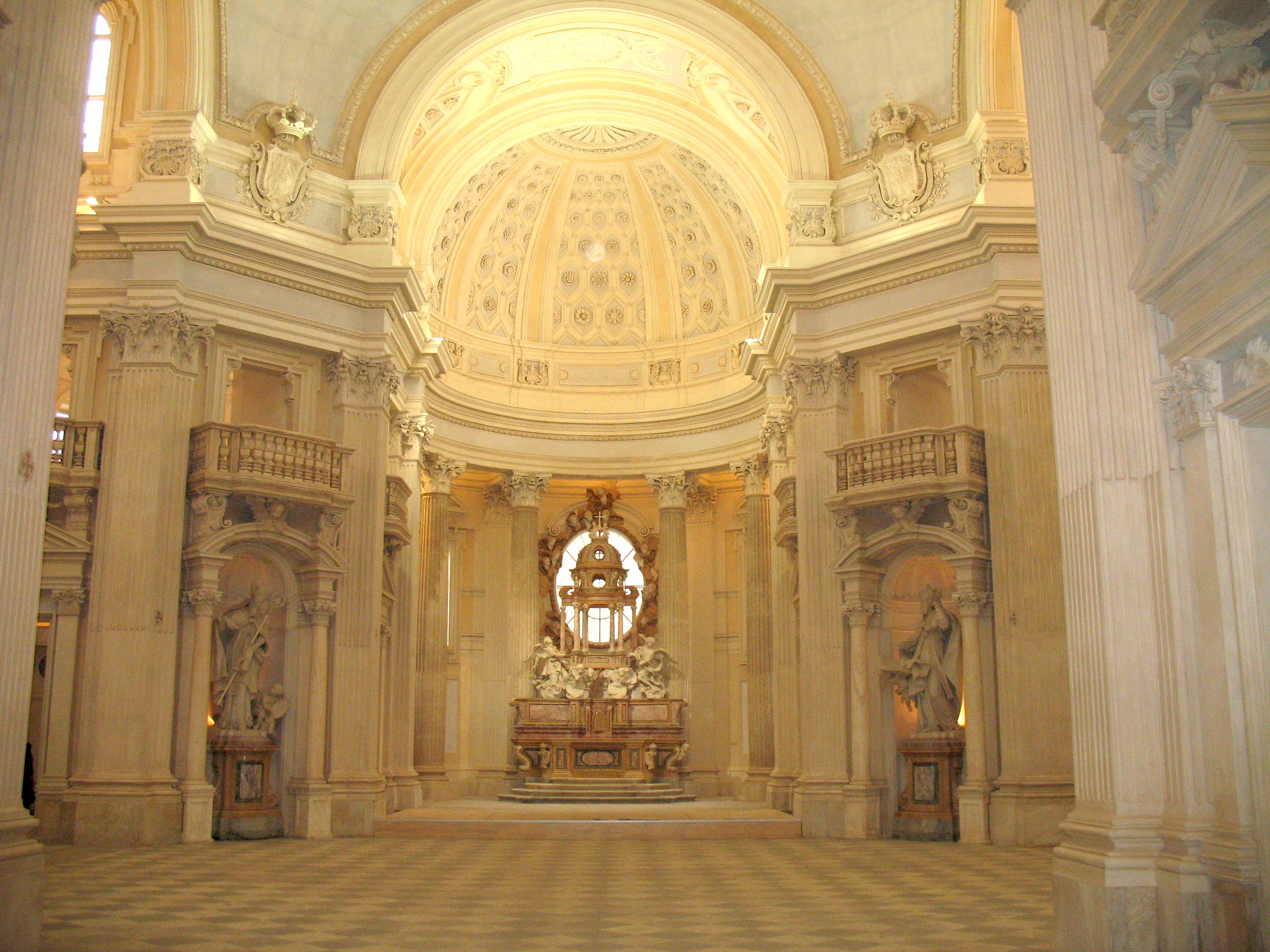
L'interno della chiesa

A pianta centrale, è provvista di un altare in marmo in stile barocco. La parte alta (ovvero il piano nobile) della struttura presenta alcune balconate sulle quali si affacciavano i membri della famiglia reale quando assistevano alle celebrazioni liturgiche.

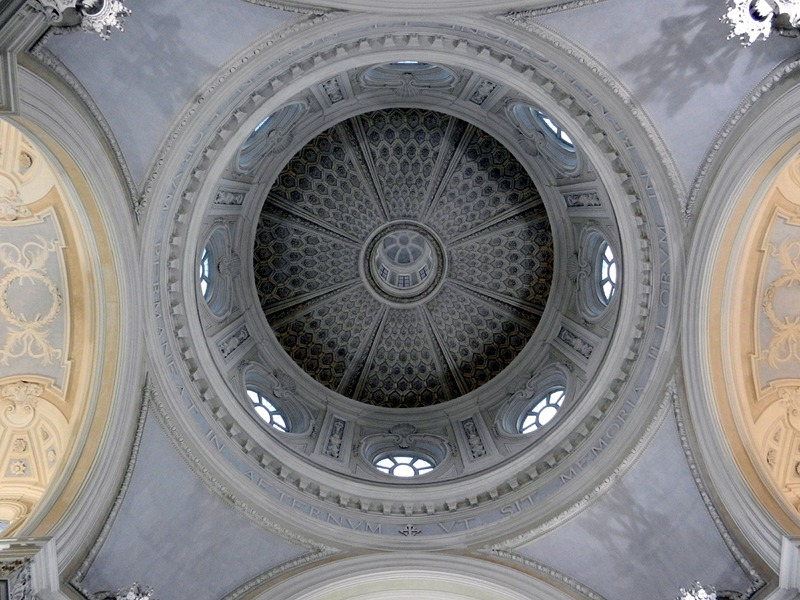
Chiesa di Sant'Uberto della Reggia di Venaria Reale - Il trompe l'oeil della cupola

La chiesa, essendo inoltre incastonata tra i palazzi tanto da non permetterne la costruzione della cupola nella zona centrale, ne simula la presenza affrescandola come trompe l'oeil all'interno (il trompe l'oeil è opera di Giovanni Antonio Galliari). La ragione di questo espediente artistico, che ridusse drasticamente i costi residui, è forse anche da ricercarsi nel progressivo disinteresse dei Savoia nell'abbellimento della Reggia di Venaria come tenuta di caccia, in quanto questa era diventata ormai démodé a confronto con la più moderna Palazzina di caccia di Stupinigi (dall'aspetto settecentesco, e perciò in grado di dare prestigio ai Savoia nel rivaleggiare alla pari con i fasti delle altre corti europee).
L'apparato scultoreo della cappella fu realizzato tra il 1724 e il 1729 dal carrarese Giovanni Baratta, che realizzò dapprima l'altare maggiore, poi i quattro giganteschi dottori della chiesa (i santi Agostino, Ambrogio, Atanasio e Giovanni Crisostomo) avvalendosi dell'aiuto del nipote Giovanni Antonio Cybei. La cantoria è dello scultore luganese Carlo Giuseppe Plura.
Parzialmente restaurata in occasione dell'Expo 1961, è stata riportata all' originale splendore con i restauri del complesso della Reggia ai primi anni Duemila (fine restauri della Cappella,2006). Raramente vi si svolgono però funzioni religiose in quanto la chiesa è parte integrante dell'itinerario turistico della Reggia.